# Bayerische Politische Polizei
Die Bayerische Politische Polizei (BPP) war eine von 1933 bis 1936 bestehende politische Polizei, die im Gebiet des Landes Bayern mit der Bekämpfung „politischer Staatsfeinde“ beauftragt war. Sie bildete den institutionellen Ausgangspunkt der Machtstellung von Heinrich Himmler und der Schutzstaffel (SS) nach der Machtergreifung der Nationalsozialisten im Deutschen Reich. Ihre Zentrale war die Staatspolizeileitstelle München mit Sitz im Wittelsbacher Palais.

## Entstehung und Geschichte der BPP

### Die Politischen Polizeien im Deutschen Reich
Unmittelbar nach der Ernennung Hitlers zum Reichskanzler im Januar 1933 begannen die Nationalsozialisten damit, ihre Macht innerhalb des Deutschen Reiches zu festigen, indem sie systematisch die Kontrolle über die bestehenden Polizeiorganisationen als dem unmittelbarsten Träger staatlicher Gewalt zu übernehmen begannen. Zur gezielten Bekämpfung ihrer politischen Gegner riefen sie außerdem so genannte „Politische Polizeien“ ins Leben. Aufbauend auf älteren Institutionen der Weimarer Republik – die den heutigen Staatsschutzabteilungen der Kriminalpolizei entsprechen – sollten diese die noch aktiven politischen Gegner der Nationalsozialisten aus staatlichen Machtstellungen ausschalten und die Organisation neuer Gegner bereits im Ansatz verhindern.
Bis zum Erlass des Gesetzes über den Neuaufbau des Reichs vom 30. Januar 1934 war das Deutsche Reich ein föderativ gegliederter Staat, der sich aus mehreren Ländern zusammensetzte, die jeweils eigene Polizeihoheit besaßen und eigene, getrennt voneinander operierende Polizeien unterhielten. So war es zunächst nicht möglich, eine reichsweite Polizeitruppe zur Bekämpfung der politischen Gegner ins Leben zu rufen. Stattdessen wurden in den einzelnen Ländern des Reiches eigene Polizeitruppen gegründet.
In Preußen als dem größten Land innerhalb des Reichs rief der preußische Innenminister Hermann Göring die Geheime Staatspolizei ins Leben, die unter der Leitung seines Protegés Rudolf Diels Teil seiner persönlichen Hausmacht wurde. In den kleineren Ländern wurden analoge Politische Polizeien geschaffen, deren Kontrolle regionalen nationalsozialistischen Führern unterstand, so etwa die Württembergische Politische Polizei unter dem Württembergischen Innenminister Wilhelm Murr.

### Die Gründung der BPP

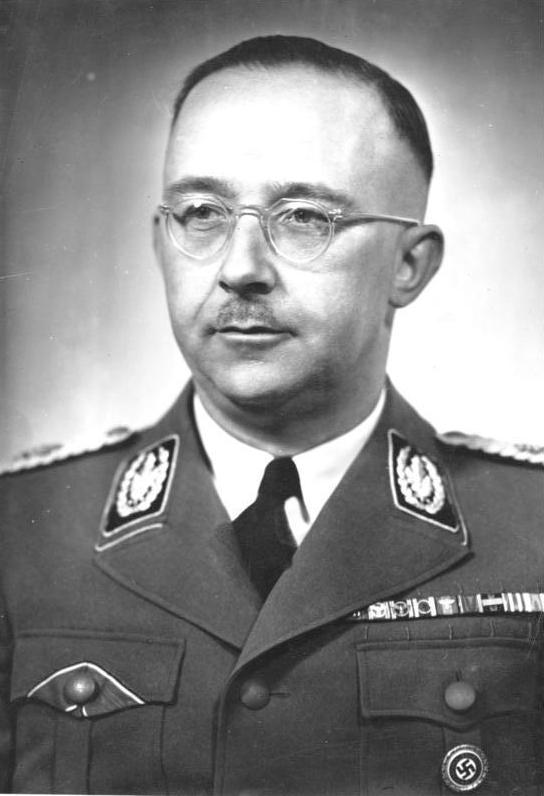
Heinrich Himmler, seit April 1933 der „Politische Polizeikommandeur Bayern“

Unmittelbar nachdem die Nationalsozialisten im März die Staatsgewalt auch in Bayern übernommen hatten (Näheres hier), wurde aus der politischen Abteilung der Polizeidirektion München – die in der Weimarer Zeit politische Polizeifunktion in Bayern wahrgenommen hatte – die Bayerische Politische Polizei gebildet und dem Bayerischen Innenministerium als eigene Polizeiabteilung unterstellt. Die Bezeichnung Bayerische Politische Polizei wurde erstmals im Völkischen Beobachter vom 17. März 1933 bekanntgegeben. Zum Chef der BPP ernannte der damalige kommissarische bayerische Innenminister Adolf Wagner am 1. April 1933 Heinrich Himmler, den Führer der Schutzstaffel (SS) als der nationalsozialistischen Wehrorganisation, der fortan beide Funktionen (Führung der SS und der BPP) in Personalunion auf sich vereinte. Himmlers offizielle Amtsbezeichnung als Leiter der BPP lautete „Politischer Polizeikommandeur Bayerns“; seine Dienststelle war offiziell im Innenministerium angesiedelt. Zu Himmlers Stellvertreter als Chef der BPP wurde der Chef des SD, des Nachrichtendienstes der SS, Reinhard Heydrich ernannt. Zahlreiche weitere Führungspositionen innerhalb des Apparates wurden ebenfalls mit SS-Funktionären besetzt. Die Unterstellung unter Innenminister Wagner hatte binnen kurzer Zeit nur noch formalen Charakter.

### Die BPP als Kern der Verbindung von SS und Polizei

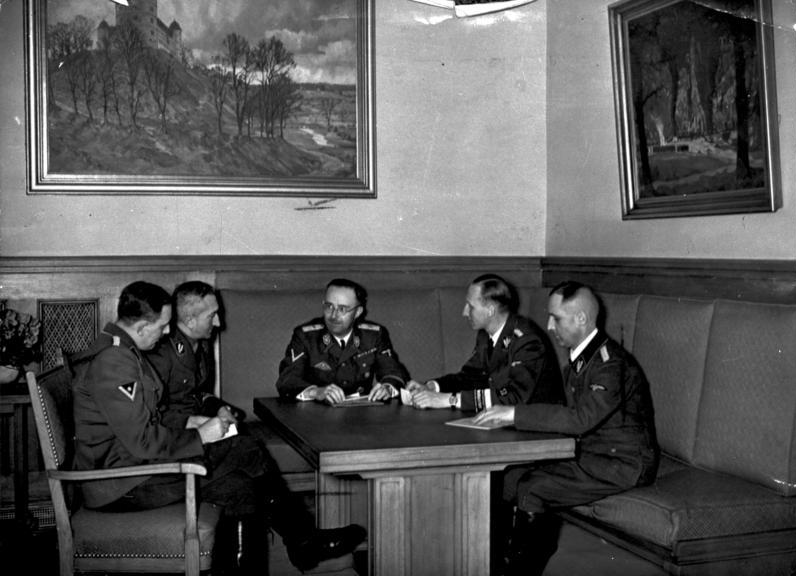
Besprechung der ehemaligen Führungsspitze der Bayerischen Politischen Polizei im Jahr 1939. Von links nach rechts: SS-Obersturmbannführer Franz Josef Huber, SS-Oberführer Arthur Nebe, Reichsführer SS Heinrich Himmler, SS-Gruppenführer Reinhard Heydrich und SS-Oberführer Heinrich Müller

In den folgenden Jahren wurde die BPP genutzt, um Gegner der Nationalsozialisten aus der Zeit vor 1933, vor allem Kommunisten und Sozialdemokraten, auszuschalten und die Formierung neuer politischer oppositioneller Gruppen zu verhindern. Zu diesem Zweck wurden gängige polizeiliche Methoden wie das Observieren von verdächtigen Personen, die Durchsuchung ihrer Räumlichkeiten und ihre Verhaftung unter Konstruierung neuer Straftatbestände von Kriminellen im traditionellen Sinne auf politische Kriminelle, d. h. tatsächliche oder vermeintliche Dissidenten angewendet. Aufgrund der personellen Identität der Führung arbeitete die BPP von Anfang an eng mit der SS und dem Sicherheitsdienst der SS zusammen. Eine enge Verbundenheit bestand außerdem zu den von der SS unterhaltenen Konzentrationslagern, insbesondere dem KZ Dachau als dem ersten und wichtigsten bayerischen Konzentrationslager, die der BPP seit dem 1. April 1933 unterstellt waren und in die sie zahlreiche von ihr verhaftete Personen als Schutzhäftlinge einweisen ließ. Im Unterschied zu den „wilden“ Konzentrationslagern der SA und SS in Preußen unterstanden die KZs in Bayern damit von Anfang an einer staatlichen administrativen Stelle.
Im Sommer 1933 ließ Himmler aus Angehörigen der BPP den so genannten Reichssicherheitsdienst (nicht zu verwechseln mit dem SS-Sicherheitsdienst, dem SD) bilden, der fortan bis 1945 in Ergänzung zum so genannten Führerbegleitkommando, der engeren Leibwache Hitlers, als Personenschutzkommando des Diktators eingesetzt wurde. Mit der Führung dieser Einheit betraute Himmler den Polizeibeamten Johann Rattenhuber.
In einer gewissen Rivalität zur BPP stand in den Jahren 1933 und 1934 die damals von dem SA-Obergruppenführer August Schneidhuber geführte Münchener Polizei. Dieser Konflikt fand sein Ende mit der Erschießung Schneidhubers am 30. Juni 1934.
Im Frühsommer 1934 war die Bayerische Politische Polizei an der Durchführung von Verhaftungen im Zuge der Röhm-Affäre beteiligt: Ein BPP-Kommando um Konrad Schmidbauer begleitete Hitler am Morgen des 30. Junis 1934 nach Bad Wiessee, wo es den Stabschef der SA Ernst Röhm und einige andere SA-Führer verhaftete.
Himmler und Heydrich nutzten die Machtposition als Leiter der BPP in der Folgezeit um ihren Einfluss und den Einfluss der SS innerhalb des Machtgefüges des nationalsozialistischen Staates systematisch auszuweiten, so dass die BPP als Keimzelle des späteren Himmler'schen Machtkomplexes aus SS und staatlicher Polizei angesehen werden kann. Noch 1933 konnten Himmler und Heydrich die Kontrolle über die Politischen Polizeien in den übrigen deutschen Ländern mit Ausnahme von Preußen auf sich vereinen. Im April 1934 trat Göring faktisch auch die Kontrolle über die Gestapo als der Preußischen Politischen Polizei an seine Rivalen ab, womit diese de facto zu den Beherrschern der deutschen Polizei wurden.
Für die weitere Entwicklung des nationalsozialistischen Terrorapparates war die BPP als eine Art Kaderschmiede wegweisend: So nahm Heydrich, als er im April 1934 die Leitung des Geheimen Staatspolizeiamtes in Berlin übernahm, zahlreiche seiner Mitarbeiter aus München mit und setzte diese dort in führende Positionen ein, von denen sie z. T. bis zum Ende der NS-Herrschaft 1945 den Polizeiapparat des NS-Regimes maßgeblich mitgestalteten. Als wichtigste Einzelpersönlichkeit dieser „Bajuwarenbrigade“ wäre Heinrich Müller zu nennen, der 1933–1934 einer der wichtigsten Mitarbeiter Himmlers und Heydrichs in München war und nach 1934 von Heydrich mit der Leitung der Geheimen Staatspolizei betraut wurde. Weitere prominente Funktionäre des Gestapo-Apparates (und des SD), die Himmler und Heydrich von der BPP mit nach Berlin mitgebracht hatten, waren Werner Best, Reinhard Flesch, Franz Josef Huber (seit 1938 Chef der Gestapo in Wien), Anton Dunckern und Josef Meisinger.
1936 wurde die BPP wie die übrigen Polizeien der Länder aufgelöst und in die Himmler, der mittlerweile offiziell zum Chef der gesamten deutschen Polizei ernannt worden war, unterstehende Organisation der Staatspolizei überführt. Die bisherigen BPP-Stellen in Bayern firmierten fortan als Staatspolizeistellen und unterstanden dem Geheimen Staatspolizeiamt in Berlin.